# Eystein Halfdansson
Pour les articles homonymes, voir Halfdansson.
 (août 2018).
Eystein Halfdansson (Vieux Norrois: Eysteinn Hálfdansson) était le fils de Halfdan Hvitbeinn de la dynastie des Ynglingar selon la tradition nordique. Il a hérité du trône de Raumarike, royaume au sud-est de la Norvège actuelle. 
Dans son Íslendingabók (ou Livre des Islandais), Ari Thorgilsson l'appelle Eystein Péter (Vieux norrois: Eystein fret), dans sa liste de rois, sans commentaire, en nommant simplement son père et de son fils. Snorri ne l'appelle pas par ce surnom, mais nous donne bien une histoire originale de sa vie.
Sa femme était Hild, la fille du roi de Vestfold, Erik Agnarsson. Erik n'avait pas de fils, et Eystein a donc obtenu le Vestfold comme héritage de sa femme.
Selon la Saga des Ynglingar, Eystein est mort dans un raid viking à Varna, sur la côte orientale de l'Oslofjord. Les hommes d'Eystein avaient terminé de mettre à sac et de piller la région, lorsque le roi Skjöld de Varna, un grand sorcier, est arrivé sur la plage et a vu les voiles des navires d'Eystein. Il provoqua la chute d'Eystein hors de son navire et celui-ci se noya. Son corps fut récupéré et enterré dans un tertre à Borre en Norvège. Son fils Halfdan le Doux lui a succédé.

## Sources
- Heimskringla en anglais.
- Guðni Jónsson de l'édition Íslendingabók.
- Íslendingabók en anglais.